# Aeolesthes curticornis
Aeolesthes curticornis là một loài bọ cánh cứng trong họ Cerambycidae.